# RFL Championship 1962-63
El Championship de 1962-63 fue la 68.º edición del torneo de rugby league más importante de Inglaterra.

## Formato
Los equipos se enfrentaron en formato de todos contra todos, el equipo que se ubicó en la primera posición al terminar el torneo se coronó campeón.
Se otorgaron 2 puntos por cada victoria, 1 por el empate y 0 por la derrota.

## Desarrollo

### Tabla de posiciones
| Pos. | Equipo               | Encuentros | Encuentros | Encuentros | Encuentros | Puntos |
| Pos. | Equipo               | PJ         | PG         | PE         | PP         | Puntos |
| ---- | -------------------- | ---------- | ---------- | ---------- | ---------- | ------ |
| 1    | Swinton Lions        | 30         | 22         | 1          | 7          | 45     |
| 2    | St Helens RFC        | 30         | 19         | 1          | 10         | 39     |
| 3    | Widnes Vikings       | 30         | 19         | 1          | 10         | 39     |
| 4    | Castleford Tigers    | 30         | 16         | 3          | 11         | 35     |
| 5    | Wakefield Trinity    | 30         | 16         | 1          | 13         | 33     |
| 6    | Warrington Wolves    | 30         | 15         | 2          | 13         | 32     |
| 7    | Leeds Rhinos         | 30         | 16         | 0          | 14         | 32     |
| 8    | Wigan Warriors       | 30         | 14         | 2          | 14         | 30     |
| 9    | Huddersfield Giants  | 30         | 14         | 0          | 16         | 28     |
| 10   | Hull Kingston Rovers | 30         | 13         | 1          | 16         | 27     |
| 11   | Featherstone Rovers  | 30         | 12         | 3          | 15         | 27     |
| 12   | Workington Town      | 30         | 12         | 3          | 15         | 27     |
| 13   | Halifax RLFC         | 30         | 13         | 1          | 16         | 27     |
| 14   | Hull FC              | 30         | 10         | 2          | 18         | 22     |
| 15   | Oldham RLFC          | 30         | 9          | 1          | 20         | 19     |
| 16   | Bramley RLFC         | 30         | 9          | 0          | 21         | 18     |

|  | Campeón.                      |
|  | Desciende a segunda división. |

| Bandera de Inglaterra |
| Campeón Swinton Lions |
| Quinto título         |